# Craterostigmus
Craterostigmus (лат.) — род многоножек, единственный в составе монотипного отряда Craterostigmomorpha класса губоногих. Австралия и Новая Зеландия. Длина тела 37—50 мм, состоит из 21 тергита. Ног 15 пар. Голова вытянутая с редуцированной цефалической пластинкой. Антенны состоят из 17 или 18 члеников.

## Систематика
2 вида. Род Craterostigmus был впервые открыт и описан в 1902 году британским зоологом Реджинальдом Пококом (Reginald Innes Pocock, 1863—1947). Типовому виду посвящены многочисленные исследования. В 2008 году на основании молекулярно-генетических и некоторых морфологических признаков новозеландская популяция была выделена в отдельный вид.
- Craterostigmus tasmanianus Pocock, 1902 — Тасмания, Австралия
- Craterostigmus crabilli Edgecombe & Giribet, 2008 — Новая Зеландия[10]